# Besenyőd
Besenyőd es un pueblo ubicado en el distrito de Baktalórántháza, en el condado de Szabolcs-Szatmár-Bereg, Hungría.

## Superficie
Posee una superficie de 9,450 kilómetros cuadrados.

## Demografía
Hasta 2019 la población era de 746 habitantes, con una densidad de población de 78,94 habitantes por kilómetro cuadrado.